# Василівська сільська рада (Заставнівський район)
Васи́лівська сільська́ ра́да — адміністративно-територіальна одиниця та орган місцевого самоврядування в Заставнівському районі Чернівецької області. Адміністративний центр — село Василів.

## Загальні відомості
- Населення ради: 1 229 осіб (станом на 2001 рік)

## Населені пункти
Сільській раді були підпорядковані населені пункти:
- с. Василів

## Склад ради
Рада складалася з 16 депутатів та голови.
- Голова ради: Гаркот Микола Васильович
- Секретар ради: Кирилюк Марія Миколаївна

### Керівний склад попередніх скликань
| Прізвище, ім'я, по батькові | Основні відомості                                                               | Дата обрання | Дата звільнення |
| --------------------------- | ------------------------------------------------------------------------------- | ------------ | --------------- |
| Гаркот Микола Васильович    | Сільський голова, 1958 року народження, освіта середня спеціальна               | 26.03.2006   | 31.10.2010      |
| Гаркот Микола Васильович    | Сільський голова, 1958 року народження, освіта середня спеціальна, безпартійний | 31.10.2010   |                 |

Примітка: таблиця складена за даними сайту Верховної Ради України

### Депутати
За результатами місцевих виборів 2010 року депутатами ради стали:

#### За суб'єктами висування
| Суб'єкт висування | Кількість обраних депутатів | %   |
| ----------------- | --------------------------- | --- |
| Самовисування     | 16                          | 100 |

#### За округами
| № округу | Прізвище, ім'я, по батькові   | Дата визнання обраним | Освіта             | Партійна приналежність | Відомості про обраного депутата                                       |
| -------- | ----------------------------- | --------------------- | ------------------ | ---------------------- | --------------------------------------------------------------------- |
| 1        | Гаман Іван Іванович           | 02.11.2010            | середня спеціальна | позапартійний          | тимчасово не працює                                                   |
| 2        | Гаркот Катерина Василівна     | 02.11.2010            | середня            | позапартійна           | Василівська сільська рада, спеціаліст ІІ категорії                    |
| 3        | Кирилюк Марія Миколаївна      | 02.11.2010            | вища               | позапартійна           | Василівська сільська рада, секретар                                   |
| 4        | Мартинюк Дмитро Васильович    | 02.11.2010            | середня            | позапартійний          | пенсіонер                                                             |
| 5        | Гончар Петро Миколайович      | 02.11.2010            | середня спеціальна | позапартійний          | приватний підприємець                                                 |
| 6        | Гриценюк Наталія Дмитрівна    | 02.11.2010            | середня спеціальна | позапартійна           | тимчасово не працює                                                   |
| 7        | Стецька Наталія Михайлівна    | 02.11.2010            | вища               | позапартійна           | Василівський навчально-виховний комплекс, вихователь дошкільної групи |
| 8        | Шеманська Світлана Томашівна  | 02.11.2010            | середня спеціальна | позапартійна           | Василівська сільська рада, головний бухгалтер                         |
| 9        | Бужняк Наталія Іванівна       | 02.11.2010            | середня            | позапартійна           | тимчасово не працює                                                   |
| 10       | Пицула Василь Михайлович      | 02.11.2010            | середня            | позапартійний          | тимчасово не працює                                                   |
| 11       | Зарубайко Анастасія Федорівна | 02.11.2010            | вища               | позапартійна           | тимчасово не працює                                                   |
| 12       | Гаман Василина Іванівна       | 02.11.2010            | середня            | позапартійна           | приватний підприємець                                                 |
| 13       | Гривул Марія Миколаївна       | 02.11.2010            | вища               | позапартійна           | Кадубовецьке ССТ, продавець                                           |
| 14       | Собко Михайло Євгенович       | 02.11.2010            | середня            | позапартійний          | пенсіонер                                                             |
| 15       | Осадчук Софія Іллівна         | 02.11.2010            | вища               | позапартійна           | Василівський будинок культури, прибиральниця                          |
| 16       | Салевич Василь Миколайович    | 02.11.2010            | вища               | позапартійний          | пенсіонер                                                             |

## Населення
Згідно з переписом УРСР 1989 року чисельність наявного населення села становила 1831 особа, з яких 814 чоловіків та 1017 жінок.
За переписом населення України 2001 року в селі мешкало 1229 осіб.

### Мова
Розподіл населення за рідною мовою за даними перепису 2001 року:
| Мова       | Відсоток |
| ---------- | -------- |
| українська | 99,27 %  |
| російська  | 0,41 %   |
| білоруська | 0,08 %   |
| молдовська | 0,08 %   |
| румунська  | 0,08 %   |